# Thermes du Mont-Dore
Les thermes du Mont-Dore sont des thermes situés sur la commune du Mont-Dore dans le département français du Puy-de-Dôme, en région Auvergne-Rhône-Alpes.

## Historique
Les thermes du Mont-Dore, construits entre 1817 et 1832 par Agis-Léon Ledru, ont connu plusieurs agrandissements au XIXe siècle, notamment par Émile Camut (1890-1894). Des transformations importantes ont eu lieu au XXe siècle, avec des extensions jusqu'aux années 1980.

### Protection
L'établissement thermal est partiellement inscrit au titre des monuments historiques par arrêté du 30 octobre 1987 et partiellement classé par arrêté du 6 octobre 1989.

## Description
L’architecture conserve son style d’origine avec des influences romaines et romanes. L’intérieur présente un plan basilical avec arcades en plein cintre. Des équipements modernes comme un établissement des vapeurs et une piscine ont été ajoutés,.